# Cryosophila stauracantha
Cryosophila stauracantha là loài thực vật có hoa thuộc họ Arecaceae. Loài này được (Heynh.) R.J.Evans mô tả khoa học đầu tiên năm 1995.